# ジロ・ディ・ロンバルディア2005
ジロ・ディ・ロンバルディア2005は、ジロ・ディ・ロンバルディアの99回目のレース。2005年10月15日に行われた。UCIプロツアー2005の最終戦である。

## 結果
メンドリージオからコモまでの242km
|    | 選手名                           | 国籍           | チーム名                              | 時間          |
| -- | -------------------------------- | -------------- | ------------------------------------- | ------------- |
| 1  | パオロ・ベッティーニ             | イタリア       | クイックステップ                      | 5時間56分22秒 |
| 2  | ジルベルト・シモーニ             | イタリア       | ランプレ・カッフィータ                | 同            |
| 3  | フランク・シュレク               | ルクセンブルク | チームCSC                             | 同            |
| 4  | ジャンパオロ・カルーゾ           | イタリア       | リベルティ・セグロス＝ヴュルト        | + 4秒         |
| 5  | ダヴィデ・レベッリン             | イタリア       | ゲロルシュタイナー                    | + 54秒        |
| 6  | ファビアン・ヴェークマン         | ドイツ         | ゲロルシュタイナー                    | 同            |
| 7  | ゴラズド・シュタンゲリ           | スロベニア     | ランプレ・フォンディタル              | 同            |
| 8  | マルティン・エルミガー           | スイス         | フォナック                            | 同            |
| 9  | マッシミリアーノ・ジェンティーリ | イタリア       | ナトゥリーノ＝サポーレ・ディ・マーレ  | 同            |
| 10 | サント・アンツァ                 | イタリア       | アクア & サポーネ＝アドリア・モービル | 同            |